# كرونة نمساوية-مجرية

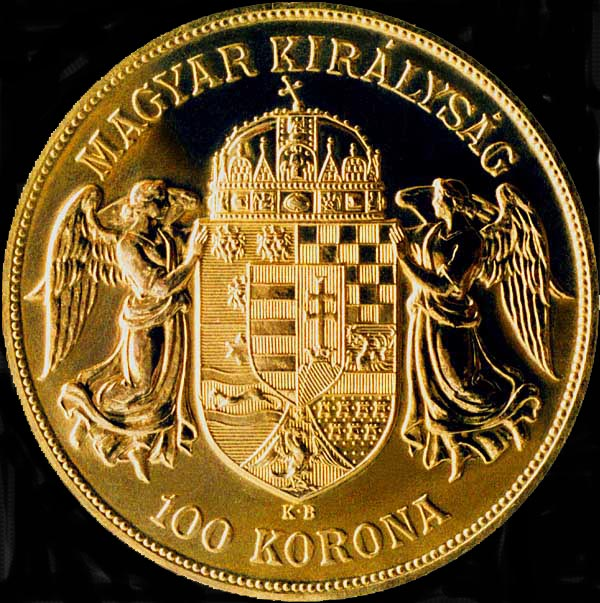
100 كرونة

كرونة نمساوية-مجرية (بالألمانية: Österreichisch-ungarische Krone) هي عملة الإمبراطورية النمساوية المجرية وتنقسم إلى 100 هيلر انتهت بسقوط الإمبراطورية بعد الحرب العالمية الأولى.ظهرت عملة الكرونة عام 1892 بعد ان تم استبدال عملة الجولو السابقة بها.

## الأسم
الاسم الرسمي للعملة كان Krone (ت.ح. 'crown'، جمع Kronen) في النمسا korona في المجر. الشكل اللاتيني Corona (الجمع Coronæ)، والمختصر إلى Cor. على العملات المعدنية الأصغر، استُخدمت لسكّ الجزء الناطق بالألمانية في الغالب من الإمبراطورية المعروف باسم سيسليثانيا. كما عُرفت أسماء العملات بلغات عرقية أخرى وظهرت على الأوراق النقدية: koruna (جمع korun) باللغة التشيكية، korona (جمع korony) باللغة البولندية، корона، korona (جمع. корон، koron) في الأوكرانية، corona (جمع corone) باللغة الإيطالية، krona (جمع krone) باللغة السلوفينية، kruna / круна (مفرد وجمع) في اللغة الصربية الكرواتية، koruna (جمع korún) باللغة السلوفاكية، و coroană (جمع coroane) باللغة الرومانية. تُترجم جميع هذه المصطلحات إلى الكلمة الإنجليزية crown.
كان رمز العملة هو الاختصار K. أو في بعض الأحيان Kr.

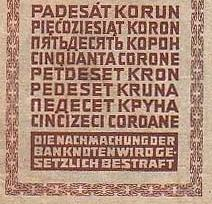
بيان القيمة بثماني لغات على ورقة نقدية من فئة 50 كرونة من عام 1914

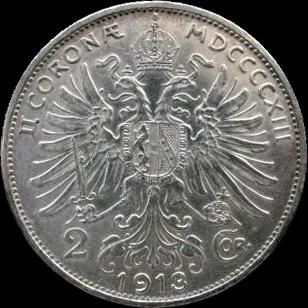
عملة معدنية، 1913

## التاريخ

### المقدمة
بعد عدة محاولات سابقة، اعتمدت الإمبراطورية النمساوية المجرية معيار الذهب عام 1892، وفقًا لخطة وضعها وزير المالية المجري ساندور ويكرله. تضمنت هذه الخطة طرح عملة جديدة، الكرونة. كانت تتألف من 100 هيلر (النمسا) أو فيلر (المجر). حُددت قيمة الكرونة عند 2 كرونة = غولدن واحد. ومنذ عام 1900، أصبحت أوراق الكرونة النقدية هي الأوراق النقدية القانونية الوحيدة للإمبراطورية.

### الحرب العالمية الأولى
انخفضت قيمة العملة بشكل حاد نتيجة الحرب العالمية الأولى، والتي مُوِّلت في الغالب بإصدار سندات الحرب بدلاً من الضرائب. ارتفعت أسعار المستهلك ستة عشر ضعفًا خلال الحرب، إذ لم تتردد الحكومة في تشغيل مطابع البنك النمساوي المجري ‏ لسداد فواتيرها، مما أدى إلى ارتفاع معدل التضخم مقارنةً بالدول المقاتلة الأخرى.

### بعد عام 1918

#### النمسا
بعد انتهاء الحرب العالمية الأولى، كان من المأمول في البداية أن تبقى الكرونة العملة الموحدة للدول التي خلفت الإمبراطورية، ولكن في يناير 1919، أصبحت مملكة الصرب والكروات والسلوفينيين ( يوغوسلافيا لاحقًا) أول دولة خلفت الإمبراطورية النمساوية المجرية تُلغي ختم أوراقها النقدية، مما حدّ من صلاحيتها على أراضيها. حذت تشيكوسلوفاكيا حذوها في فبراير 1919، وفي 12 مارس 1919، ختمت جمهورية النمسا الجديدة الأوراق النقدية المتداولة في أراضيها بختم "DEUTSCHÖSTERREICH".
لم يستقر الاقتصاد النمساوي بعد الحرب، وتبع ذلك فترة من التضخم المفرط : زاد المعروض النقدي من 12 إلى 30 مليار كرونة في عام 1920، وإلى حوالي 147 مليار كرونة في نهاية عام 1921. في أغسطس 1922، كانت أسعار المستهلك أكبر بمقدار 14000 مرة مما كانت عليه قبل بدء الحرب قبل ثماني سنوات. كانت أعلى فئة من الأوراق النقدية الصادرة هي ورقة 500000 كرونة، والتي صدرت في عام 1922. لقد فُقدت الثقة في العملة، وأنفق الناس الأموال بنفس السرعة التي تلقوها بها. في أكتوبر 1922، حصلت النمسا على قرض بقيمة 650 مليون كرونة ذهبية من عصبة الأمم، مع وجود مفوض من عصبة الأمم يشرف على مالية البلاد. أدى هذا إلى استقرار العملة بمعدل 14400 كرونة ورقية مقابل 1 كرونة ذهبية. في 2 يناير 1923 بدأ البنك الوطني النمساوي عملياته، وتولى السيطرة على العملة من البنك النمساوي المجري الذي كان قد دخل في التصفية.
في ديسمبر 1923، أذن البرلمان النمساوي للحكومة بإصدار عملات فضية من فئات 5000 و10000 و20000 كرونة، والتي عُرفت بنصف شلن، وشلن، وشلن مزدوج. أصبح الشلن العملة الرسمية للنمسا في 20 ديسمبر 1924، بسعر صرف 10000 كرونة مقابل شلن واحد.

## الأوراق النقدية
| Pick No.                                           | الامام | الظهر | سنة الإصدار | الفئة         | ملاحظات إضافية                                                 |
| -------------------------------------------------- | ------ | ----- | ----------- | ------------- | -------------------------------------------------------------- |
| صادر عن البنك النمساوي المجري                      |        |       |             |               |                                                                |
| 1                                                  |        |       | 1880        | 10 Gulden     |                                                                |
| 4                                                  |        |       | 1900-1902   | 10 Kronen     |                                                                |
| 5                                                  |        |       | 1900-1902   | 20 Kronen     |                                                                |
| 6                                                  |        |       | 1900-1902   | 50 Kronen     |                                                                |
| 7                                                  |        |       | 1900-1902   | 100 Kronen    |                                                                |
| 8a                                                 |        |       | 1900-1902   | 1000 Kronen   | طباعة سفلية باللون الرمادي والأخضر.                            |
| 8b                                                 |        |       | 1900-1902   | 1000 Kronen   | طبعة وردة. إصدار لاحق من السلسلة رقم 1440 فصاعدًا.              |
| 9                                                  |        |       | 1904-1912   | 10 Kronen     |                                                                |
| 10                                                 |        |       | 1904-1912   | 20 Kronen     |                                                                |
| 11                                                 |        |       | 1904-1912   | 100 Kronen    | صور امرأة مع الزهور.                                           |
| 12                                                 |        |       | 1904-1912   | 100 Kronen    |                                                                |
| 13                                                 |        |       | 1913-1914   | 20 Kronen     |                                                                |
| 14                                                 |        |       | 1913-1914   | 20 Kronen     | مثل #13 ولكن مع II AUFLAGE (الإصدار الثاني) على الحدود اليسرى. |
| 15                                                 |        |       | 1913-1914   | 50 Kronen     |                                                                |
| 17a                                                |        |       | 1914-1915   | 2 Kronen      | ورق رقيق، سلسلة A أو B. 2 نوع من الرقم التسلسلي.               |
| 17b                                                |        |       | 1914-1915   | 2 Kronen      | ورق أثقل، سلسلة C.                                             |
| 19                                                 |        |       | 1914-1915   | 10 Kronen     |                                                                |
| 20                                                 |        |       | 1916-1918   | 1 Krone       |                                                                |
| 21                                                 |        |       | 1916-1918   | 2 Kronen      |                                                                |
| 23                                                 |        |       | 1916-1918   | 25 Kronen     |                                                                |
| 24                                                 |        |       | 1916-1918   | 200 Kronen    |                                                                |
| 25                                                 |        |       | 1916-1918   | 10,000 Kronen |                                                                |
| صادر عن Kriegsdarlehenskasse (مكتب القروض الحربية) |        |       |             |               |                                                                |
| 26                                                 |        |       | 1914        | 250 Kronen    |                                                                |
| 27                                                 |        |       | 1914        | 2000 Kronen   |                                                                |
| 28                                                 |        |       | 1914        | 10,000 Kronen |                                                                |
| 29                                                 |        |       | 1918-1919   | 1,000 Kronen  |                                                                |

## العملات المعدنية

#### عملات الكرونة[2]
| فئة      | معدن                       |
| -------- | -------------------------- |
| 1 هيلر   | نحاس                       |
| 2 هيلر   | النحاس والحديد (1916-1918) |
| 5 هيلر   | النيكل                     |
| 10 هيلر  | النيكل                     |
| 20 هيلر  | النيكل والحديد (1916-1918) |
| 1 كرونة  | الفضة (.835، 5 جرام)       |
| 10 كرونة | ذهب (0.900، 3.22 جرام)     |
| 20 كرونة | ذهب (0.900، 6.78 جرام)     |

## كرونة نمساوية مجرية مختومة

### كرواتيا وسلوفينيا والبوسنة والهرسك
في هذه الأراضي التابعة للنمسا والمجر، والتي أصبحت جزءًا من مملكة الصرب والكروات والسلوفينيين ( يوغوسلافيا لاحقًا) عام 1918، طبعت السلطات الجديدة أوراقًا نقدية من الكرونة، وأصبحت تُصدر الكرونة الصربية والكرواتية والسلوفينية. في عام 1920، استُبدلت بالدينار بسعر صرف الدينار الواحد = 4 كرونات.

### تشيكوسلوفاكيا
في تشيكوسلوفاكيا، استُبدلت العملة بالكورونا التشيكوسلوفاكية، على قدم المساواة. أسماء الكرونة والهاليار الحاليتين (في جمهورية التشيك)، والكورونا والهاليار قبل اليورو (في سلوفاكيا)، مشتقة من الكرونة النمساوية المجرية والهيلر.

### فيومي
كرونة فيومي (كورونا فيومانا) - (كور.، فيوك) قدمت في 18 أبريل 1919 عن طريق الطباعة فوق أوراق الكرونة النمساوية المجرية الموجودة، تحت سلطة المجلس الوطني الإيطالي فيومي الذي حكم المدينة. كان هناك إصداران: إصدار 1919/21 (1 و 2 كرونة)، وإصدار 1920 (2، 10، 20، 50، 100، و 1000 كرونة). كانت الأوراق النقدية المطبوعة متداولة من أبريل 1919 إلى فبراير 1921. في سبتمبر 1920 قدمت الليرة الإيطالية كعملة رسمية. كان سعر الصرف غير الرسمي لليرة 2.5 فيوك مقابل 1 ليرة.

### هنغاريا
في المجر، طُبعت العملة النمساوية المجرية بعلامة زائدة، ثم استُبدلت بالكرونة المجرية ‏. انخفضت قيمة الكرونة المجرية بسبب التضخم المفرط، نتيجةً لتداعيات الحرب العالمية الأولى ومعاهدة تريانون. استُبدلت بالبينغو في 21 يناير 1927، بسعر صرف 12,500 كرونة مقابل بنغو واحد.

### رومانيا
في رومانيا، كان هناك إصداران من الأوراق النقدية المختومة: الإصدار المؤقت الأول لعام 1919 (الطابع على الجانب النمساوي من الورقة النقدية)، والإصدار المؤقت الثاني لعام 1919 (الطابع على الجانب المجري). تضمن كلا الإصدارين فئات 10 و20 و50 و100 و1000 و10000 كرونة. تراوحت تواريخ إصدار أوراق الكرونة النمساوية المجرية الأساسية المستخدمة من عام 1902 إلى عام 1918.

### مجموعات كاملة من الأوراق النقدية المختومة

#### مجموعات فئات كاملة من الكرونة النمساوية المجرية المطبوعة عليها
| قيمة        | تشيكوسلوفاكي                                                            | المجرية                                    | مقاس          |
| ----------- | ----------------------------------------------------------------------- | ------------------------------------------ | ------------- |
| 10 آلاف     | CZE-1-Republika Ceskoslovenska-10 Korun (1919, Provisional issue).jpg   | HUN-19-Provisional-10 Korona (1920).jpg    | 150 × 79 ملم  |
| 20 ألفًا     | CZE-2-Republika Ceskoslovenska-20 Korun (1919, Provisional issue).jpg   | HUN-20-Provisional-20 Korona (1920).jpg    | 150 × 89 ملم  |
| 25 ألفًا     | Not issued                                                              | HUN-23-Provisional-25 Korona (1920).jpg    | 135 × 80 ملم  |
| 50 ألفًا     | CZE-3-Republika Ceskoslovenska-50 Korun (1919, Provisional issue).jpg   | HUN-25-Provisional-50 Korona (1920).jpg    | 162 × 100 ملم |
| 100 ألف     | CZE-4a-Republika Ceskoslovenska-100 Korun (1919, Provisional issue).jpg | HUN-27-Provisional-100 Korona (1920).jpg   | 163 × 107 ملم |
| 200 ألف     | Not issued                                                              | HUN-29-Provisional-200 Korona (1920).jpg   | 168 × 100 ملم |
| 1000 ألف    | CZE-5-Republika Ceskoslovenska-1000 Korun (1919, Provisional issue).jpg | HUN-31-Provisional-1000 Korona (1920).jpg  | 191 × 127 ملم |
| 10,000 كيلو | Not issued                                                              | HUN-32-Provisional-10000 Korona (1920).jpg | 191 × 127 ملم |

## أسعار الصرف والأسعار التاريخية
| سنة  | الأسعار |
| ---- | --- |
| 1892 | - 1 كيلو الذهب = 3280 كرونا. - 1 كرونة سويسرية = 1.05 فرنك سويسري ، 0.8505 مارك ألماني . |
| 1896 | - 1 جنيه إسترليني = 24 كرونة. |
| 1899 | - 1 كرونة = 0.7937 مارك ألماني. |
| 1900 | - 1 جنيه استرليني = 23.97 كرونة. - Kronenzeitung (صحيفة) = 4 هيلر. |
| 1907 | - 1 كرونة = 0.8471 مارك ألماني (26 مارس). |
| 1909 | - 1 كرونة = 0.8479 مارك ألماني. - 1 كرونة سويسرية = 1.05 فرنك فرنسي = 1.05 ليرة إيطالية = 1.05 ليو روماني ( الاتحاد النقدي اللاتيني ) |
| 1913 | - 1 دولار أمريكي = 4.96 كرونا. - 1 كرونة = 0.8481 مارك ألماني. - 1.5 كجم سكر = 1 كرونا. - تذكرة ترام واحدة (فيينا) = 19 هيلر. |
| 1914 | - 1 دولار أمريكي = 5.08 كرونة. |
| 1915 | - 1 دولار أمريكي = 6.50 كرونا. - 1 كرونة = 0.7143 مارك ألماني. |
| 1916 | - 1 دولار أمريكي = 7.95 كرونا. - 1 كرونة = 0.6896 مارك ألماني. |
| 1917 | - 1 كرونة = 0.6493 مارك ألماني. |
| 1918 | - تذكرة ترام واحدة (فيينا) = 40 هيلر. - سالزبورغ فولكسبوت (صحيفة) - يناير = 14 هيلر. - Illustrierte Kronenzeitung (صحيفة) - نوفمبر = 8 هيلر. - 1 كرونة = 0.5 مارك ألماني (نوفمبر) - التلغراف (صحيفة) - ديسمبر = 10 هراء. |
| 1919 | - 1 دولار أمريكي = 16.1 كرونا (يناير). - Illustrierte Kronenzeitung - يناير - يونيو = 10 هراء. - Illustrierte Kronenzeitung - يوليو - ديسمبر = 12 شخصًا. - 100 كرونة سويسرية = 11.60 فرنك سويسري (أغسطس). - 1 كرونة = 0.3125 مارك ألماني (أكتوبر). - 4 كرونة = 1 دينار يوغوسلافي = 2 ليو روماني (نوفمبر). - 100 كرونة سويسرية = 2.75 فرنك سويسري (ديسمبر). |
| 1921 | - 2000 كرونة سويسرية = 1 فرنك سويسري (مارس). |

## الأوراق النقدية
صُممت وطُبعت أوراق الكرونة النقدية في فيينا منذ عام 1900 فصاعدًا. واستُخدمت هذه الأوراق النقدية في جميع أنحاء المملكة. جميع الأوراق النقدية التي أصدرها البنك النمساوي المجري كانت ثنائية اللغة باللغتين الألمانية والمجرية، كما أُشير إلى قيمتها بلغات أخرى في المملكة. حتى الحرب العالمية الأولى، كانت جميع الأوراق النقدية تحمل جانبًا ألمانيًا وآخر مجريًا؛ وخلال الحرب، صدرت بعض الأوراق النقدية بنصوص باللغتين على كلا الجانبين. من بين المصممين كولومان موسر، ورودولف روسلر ‏، وجوزيف فايفر ‏، ولازلو هيجيدوس. وكان النقاش فرديناند شيرنبوك.